# Bleiwäsche

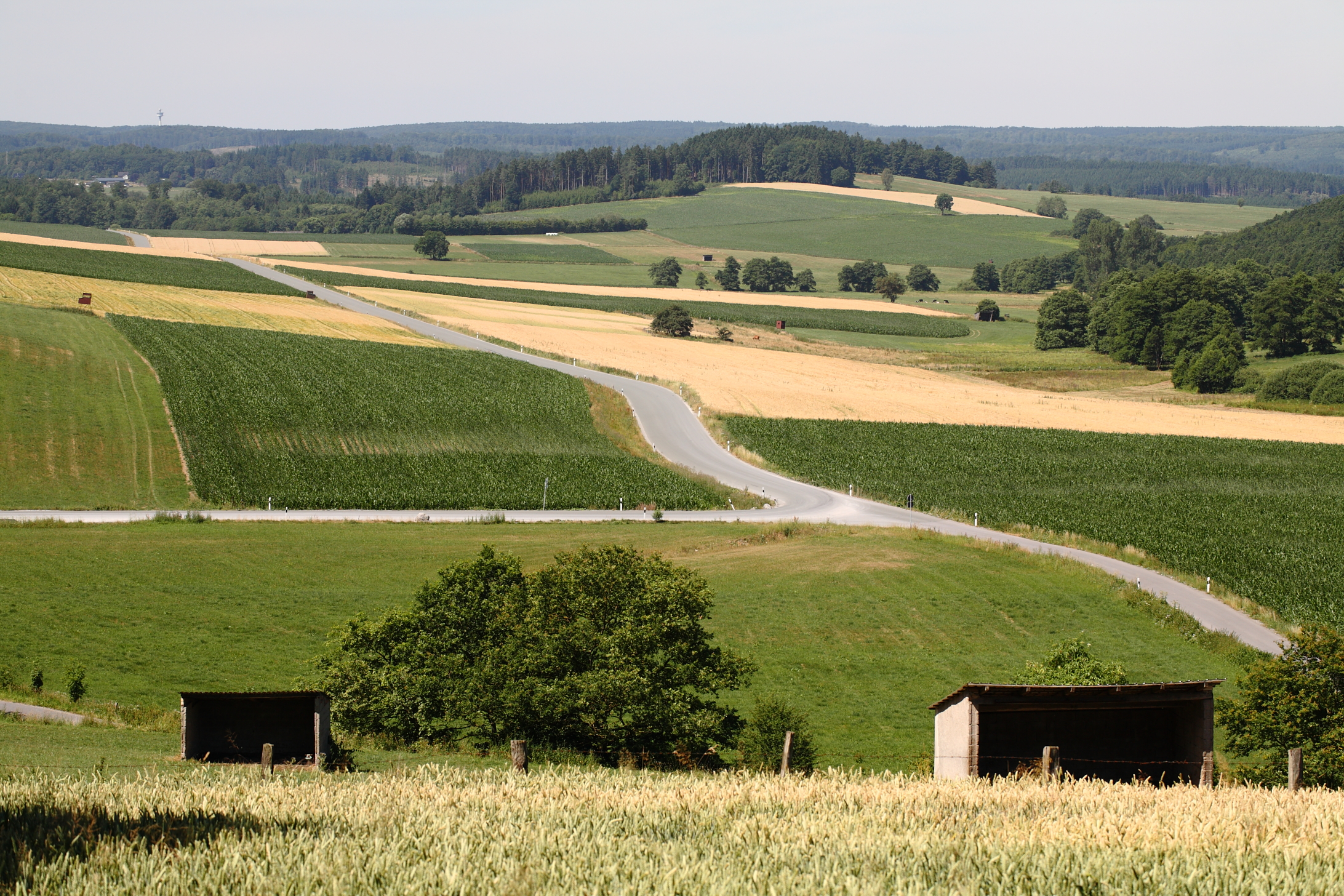
Landschaft um Bleiwäsche

Bleiwäsche ist das südlichste Dorf im Kreis Paderborn in Nordrhein-Westfalen und gehört zur Stadt Bad Wünnenberg. Gleichzeitig ist es mit 447 m ü. NHN das höchstgelegene Dorf im Regierungsbezirk Detmold.

## Geographie
Während fast das ganze übrige Stadtgebiet von Bad Wünnenberg zur südlichen Paderborner Hochfläche gehört, liegt Bleiwäsche im Alme-Afte-Bergland und zählt landschaftlich daher bereits zum Sauerland.

### Nachbarorte
Bleiwäsche grenzt an die Wünnenberger Stadtteile Bad Wünnenberg und Fürstenberg sowie an den Hochsauerlandkreis mit den Stadtteilen Madfeld und Alme der Stadt Brilon.

## Geschichte

### Bis zum 20. Jahrhundert
Auf Bleiverhüttung in der Region weisen Schlacken, römische Münzfunde und Bleibarren aus dem zweiten und dritten Jahrhundert in der Flur von Thiekopp hin.
Der Name Bleiwäsche gründet sich auf den von 1527 bis 1600 dort stattfindenden Abbau von Blei, welches vor Ort „gewaschen“ wurde. Die erste urkundliche Erwähnung des Namens Bleywesche datiert auf 1540. Erwähnt wird auch eine in der Nähe gelegene Siedlung namens Thetbaldinghusen, die später wüst fiel. In der Urkunde von 1540 wurde auch Erzbergbau erwähnt, somit kann die Gründung des Ortes Bleiwäsche in der ersten Hälfte des 16. Jahrhunderts vermutet werden. Nach einiger Zeit wurde der Bergbau eingestellt, Gründe dafür sind nicht überliefert. Die Siedlung blieb allerdings bestehen.
Der Bischof Dietrich Adolf von der Recke beanspruchte 1654 das Dorf als Bestandteil einer Pfandschaft. Im 17. Jahrhundert schlossen sich die Einwohner an die Kirchengemeinde in Madfeld an. Die Fürstbischöfe von Paderborn und Münster trennten die Gemeinschaft 1713 und setzten für jeden Ort eine eigene Pfarrstelle und einen Pfarrer ein. Bleiwäsche erhielt die Erlaubnis zum Bau einer eigenen Kirche. Diese wurde von 1708 bis 1710 errichtet und 1711 vom Generalvikar Jodokus Friehoff unter dem Patrozinium der Hl. Agatha eingeweiht. Um den Unterhalt von Pfarrer und Kirche zu gewährleisten, ordnete der Fürstbischof Franz Arnold von Metternich die Abtrennung einiger Grundstücke von der Gemeinschaftshude an und wies diese der Kirche zu. Es waren insgesamt 26 Morgen Ackerland, ein Morgen Wiese, das Rote Land und ein Morgen Gartenland. Die Pfarrei erhielt 1719 vom Freiherrn Friedrich Wilhelm von Westphalen noch eine Wiese im Nettetal. Ein Schulhaus wurde im 18. Jahrhundert errichtet und danach immer wieder erweitert.
Bleiwäsche gehörte bis zu den Napoleonischen Kriegen zum Amt Wünnenberg im Hochstift Paderborn. Im Königreich Westphalen bildete der Ort von 1807 bis 1813 eine Gemeinde im Kanton Wünnenberg des Departements der Fulda. 1816 kam die Gemeinde Bleiwäsche zum neuen Kreis Büren, in dem sie zum Amt Wünnenberg gehörte.
Die Gemeinde baute 1825 neben dem Kirchhof ein kleines Feuerwehrhaus, das 1846, wegen der Anschaffung einer Feuerspritze, erweitert wurde. Von 1844 ist eine Aufzeichnung des damaligen Pfarrers erhalten, in der er die Bevölkerung charakterisiert: Man ist ziemlich kalt und unempfindlich für das Gute, Schöne und Geistige. Während der Revolution im Jahr 1848 demolierten die Einwohner das Forsthaus und steckten es in Brand, da die alten Huderechte noch nicht abgefunden waren. Etliche Männer wurden später mit Gefängnisstrafen belegt. Ein neuer Friedhof wurde 1852 angelegt und mit einer Hecke umfriedet. Der Ort hatte 1858 insgesamt 653 Einwohner. Das Leben war durch raue Witterung, Unglücksfälle, Missernten und Brände geprägt. Einkommensquellen waren Viehzucht, Ackerbau, Herstellung von Pottasche sowie Handel. Die Bleigruben trugen nur wenig zum Einkommen bei. Sie wurden im 19. Jahrhundert nur sporadisch betrieben. Es gab eine Fabrik zur Herstellung irdener Pfeifen, die aber nur wenige Arbeitsplätze bot. Ein Ofen zur Ziegel- und Kalkbrennerei wurde 1831 in Betrieb genommen, und 1847 baute die Gemeinde eine Ziegelei. Eine neue zweiklassige Schule wurde 1891 gebaut. Die alte Agathakirche war zu klein und auch baufällig geworden. Sie wurde durch einen Neubau ersetzt, dessen Grundstein im April 1897 gelegt wurde. Der Bau wurde im Herbst 1898 mit der Fertigstellung des Turmes beendet und 1901 durch den Weihbischof Gockel konsekriert.

### Seit dem 20. Jahrhundert
Im Staatsforstdistrikt 13 wurde zu Anfang des 20. Jahrhunderts eine Wassergewinnungsanlage in Betrieb genommen und der Ort wurde bis 1904 an das zentrale Wasserversorgungsnetz angeschlossen. Allerdings lieferte die Leitung in den Sommermonaten der ersten Jahre kaum Wasser. Um Abhilfe zu schaffen, wurde die Quelle im Plessen neu eingefasst und der Wassersammelstollen wurde um 75 Meter verlängert. In der ersten Dekade des 20. Jahrhunderts wurde eine Erweiterung des Friedhofes notwendig, ein etwa zwei Meter breiter Streifen an der Ostseite wurde 1902 nicht kirchlich geweiht, um hier Gräber für Andersgläubige und Ungetaufte anlegen zu können. Im Ersten Weltkrieg wurden auch Bleiwäscher Männer eingezogen, deren Arbeitskraft fehlte. Es wurden einige Kriegsgefangene zur Arbeit verpflichtet. In den Kriegsjahren wurde ein großer Teil der angebauten Nahrung und des Viehs beschlagnahmt und zur Versorgung des Ruhrgebietes verwendet. Auch Futtermittel wurden mehrfach eingezogen.
Nach dem Kriegsende normalisierte sich das Leben der Bevölkerung langsam. Im Juni 1919 wurde mit der Elektrifizierung des Dorfes begonnen. Sie war bis 1920 abgeschlossen. 1920 wurde im Kirchturm eine durch Spenden finanzierte Uhr installiert. Die Sauerländer Schwerspat-Werke und die Firma Giebeler aus Siegen begannen 1920 mit dem Abbau von Schwerspat, 1921 waren dort etwa 20 Arbeiter beschäftigt. In den 1920er Jahren setzte eine rege Bautätigkeit sowohl bei privaten, als auch Gemeindegebäuden ein. So wurden die Schützenhalle vergrößert und das Pfarrhaus erneuert. Das alte Schulgebäude wurde aufgestockt, um einem Lehrer Wohnmöglichkeit zu geben. Um den immer wieder in den Sommermonaten herrschenden Wassermangel zu beheben, wurde eine Pumpanlage errichtet. Nach einer Lebensmitteluntersuchung im Mai 1921 wurde wegen schlechter Wasserqualität keine Anschlussgenehmigung erteilt. Bis 1932 wurde ein Pumpwerk errichtet und eine Leitung zum Hochbehälter gelegt.
In der Gemeinde waren im Januar 1931 54 Arbeitslose gemeldet. Im Dezember 1933, nach der Machtübernahme durch Adolf Hitler, gab es bis auf wenige Ausnahmen, keine Arbeitslosen mehr. Bei den Wahlen in den Jahren 1936 und 1938 gaben 99,9 % der Wahlberechtigten ihre Stimme der NSDAP. Der damalige Bürgermeister Joh. Wiggen trat 1934 von seinem Amt zurück, da er sich gewissen neuen Strömungen in Führung und Verwaltung nicht beugen wollte. Bleiwäsche blieb während des Zweiten Weltkrieges von direkten Folgen verschont, einige britische Flugzeuge überflogen den Ort, richteten aber keinen Schaden an. Die Bevölkerung hatte einen großen Teil der Nahrung und Ernten abzugeben, außerdem wurden nach und nach etliche Pferde für den Kriegseinsatz gemustert. Zwei Kirchenglocken wurden 1942 beschlagnahmt und eingeschmolzen. Ab 1943 wurden der Gemeinde mehrfach bis zu 200 aus dem Ruhrgebiet evakuierte Menschen zur Unterbringung zugewiesen, gelegentlich wurden auch Soldaten einquartiert. Am 3. April 1945 rückte Amerikanische Infanterie in den Ort ein und der Krieg war für den Ort beendet.
Zu nennenswerten Plünderungen und Belästigungen während der kurzen Besatzungszeit kam es nicht. Zu einem Problem wurden die aus der Kriegsgefangenschaft entlassenen russischen, polnischen und italienischen Soldaten. Sie plünderten einzelne Häuser aus, beraubten Einzelpersonen und schlachteten auf den Weiden Rinder ab. Die ausländischen Soldaten kehrten innerhalb von einigen Wochen in ihre Heimat zurück. Ab Ende Oktober 1945 wurde der Schulunterricht wieder aufgenommen. Ein erstes Schützenfest wurde 1946 gefeiert, da Schusswaffen nicht erlaubt waren, wurde der Vogel mit Knüppeln abgeworfen. Ab Juli 1946 musste die Gemeinde 105 Heimatvertriebene aufnehmen und unterbringen. Die Gemeinde erwarb Land und stellte es den bauwilligen Neubürgern als Siedlungsland zur Verfügung. Seit 1952 war die Wohnungsnot behoben. 1967 herrschte wieder Wohnungsknappheit, die Gemeinde stellte 5,5 Morgen Bauland zur Verfügung, auf dem danach 28 Häuser gebaut wurden. Eine Erweiterung der Volksschule erfolgte 1957, es wurden eine Pausenhalle und ein Gruppenraum angefügt, die Gemeinde errichtete 1969 ein neues Schulgebäude. Auf dem Friedhof wurde von 1964 bis 1965 eine neue Leichenhalle errichtet.
Im Jahr 1969 wurde nach Plänen des Architekten Geining aus Winterberg, ein Kultur- und Sportzentrum mit Gemeindehalle und Sportanlagen errichtet. Die Fertigstellung des Sportplatzes dauerte bis 1970. In den 1960er Jahren bekam der Ort ein verbessertes Straßennetz mit Einrichtung einer Straßenbeleuchtung. Ein großer Teil der bisher wassergebunden Straßenoberflächen erhielten eine Teerdecke. Etliche Straßen wurden erweitert und begradigt. Die Kleinkläranlage in der Schwelge musste wegen völliger Überlastung durch ein modernes Klärwerk ersetzt werden.
Die zum südlichen Paderborner Land zugehörigen Kommunen und die AGENDA 21 NRW erstellten im November 2009 ein gemeinsames Konzept, mit dem Ziel ein gemeinsames kommunales Flächenmanagement zu optimieren.

### Eingemeindung
Vor dem 1. Januar 1975 gehörte die damalige Gemeinde Bleiwäsche zum Amt Wünnenberg im Kreis Büren. Mit dem Inkrafttreten des Sauerland/Paderborn-Gesetzes an diesem Tage wurden die vier Gemeinden Bleiwäsche, Fürstenberg, Leiberg und Wünnenberg des Amtes Wünnenberg mit den drei Gemeinden Elisenhof, Haaren und Helmern des Amtes Atteln zur neuen Stadt Wünnenberg zusammengelegt und kamen mit dieser zum Kreis Paderborn. Rechtsnachfolgerin des Amtes Wünnenberg und der Gemeinde Bleiwäsche wurde die neue Stadt Wünnenberg, die heute den Namen Bad Wünnenberg trägt.

### Einwohnerentwicklung
| 1818 | 530 Einwohner | 1933 | 620 Einwohner |
| 1831 | 605 Einwohner | 1939 | 586 Einwohner |
| 1837 | 649 Einwohner | 1946 | 885 Einwohner |
| 1843 | 671 Einwohner | 1950 | 812 Einwohner |
| 1849 | 683 Einwohner | 1957 | 752 Einwohner |
| 1852 | 689 Einwohner | 1961 | 783 Einwohner |
| 1858 | 653 Einwohner | 1965 | 800 Einwohner |
| 1867 | 644 Einwohner | 1970 | 801 Einwohner |
| 1871 | 606 Einwohner | 1973 | 802 Einwohner |
| 1885 | 585 Einwohner | 1974 | 810 Einwohner |
| 1895 | 590 Einwohner | 2004 | 932 Einwohner |
| 1905 | 571 Einwohner | 2010 | 903 Einwohner |
| 1925 | 564 Einwohner | 2016 | 934 Einwohner |
| 2021 | 836 Einwohner |      |               |

## Politik

### Wahlen zum Stadtrat
Bei den letzten Kommunalwahlen 2009 wählten die Wähler in Bleiwäsche bei der Wahl zum Stadtrat wie folgt:
- 42,84 % CDU
- 45,22 % SPD
- 12,31 % FDP

### Wappen

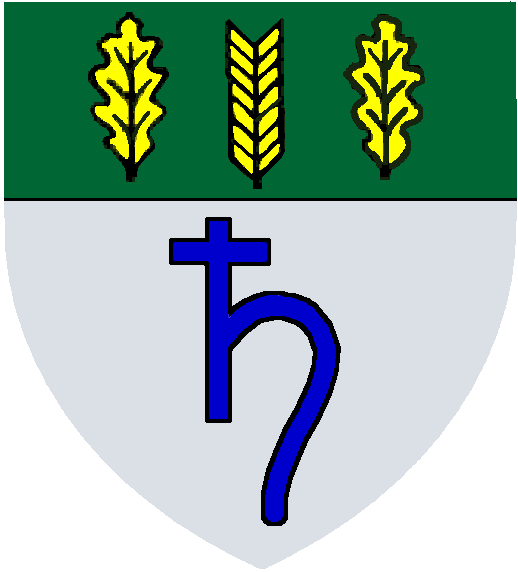
Früheres Gemeindewappen

Die damalige Gemeinde Bleiwäsche erhielt vom Innenminister des Landes Nordrhein-Westfalen am 6. April 1966 die Erlaubnis, das folgende Wappen zu führen:
Beschreibung:
In Silber (Weiß) das blaue alchimistische Symbol für Blei unter grünem Schildhaupt, darin zwischen zwei aufrechten Eichblättern eine aufrechte Ähre, alle gold (gelb).
Bedeutung:
Das alchimistische Symbol für Blei symbolisiert den in früheren Jahrhunderten stattfindenden Erzbergbau, insbesondere von Blei, dem der Ort seinen Namen zu verdanken hat.
Das Schildhaupt steht für die überwiegenden Waldflächen und die Landwirtschaft in der Gemarkung von Bleiwäsche.

## Kultur und Sehenswürdigkeiten
Momentan hat Bleiwäsche etwa 900 Einwohner, die Marke von 1000 wurde noch nie überschritten. Das Vereinsleben besteht hauptsächlich aus dem Heimatschutzverein, dem Sportverein SV-Rot-Weiß Bleiwäsche, dem Verkehrsverein, dem Angelverein und dem Musikverein. Weiterhin gibt es die Jugendkunstschule Bleiwäsche, die katholische Landjugendbewegung Bleiwäsche und einen gerade gegründeten Gesangsverein. Erwähnenswert sind weiterhin der bei Mineraliensammlern beliebte Steinbruch Düstertal sowie das ehemalige Landhotel Waldwinkel – heute Schlosshotel Sophia, welches mit seinen drei Giebeln schon von weitem sichtbar ist. In den Wäldern rund um den Ort kann man, in Form von Pingen, noch heute die Spuren des früheren Erzabbaus sehen. Um dies zu verdeutlichen, wurde 2011 die Bergbauroute in Bleiwäsche eröffnet. Der thematische Rundweg ist drei Kilometer lang und versteht sich als Ergänzung zur 240 Kilometer langen Sauerland-Waldroute. Etliche Informationstafeln bieten einen Überblick zum historischen Bergbau, der Entstehung der Landschaft und den gefundenen Fossilien und Mineralien. Von neu gestalteten Plattformen kann der Steinbruch Düstertal und dessen Arbeit beobachtet werden.
Im Dorf befindet sich die römisch-katholische Pfarrkirche St. Agatha. Sie wurde 1897 errichtet.

## Wirtschaft und Infrastruktur

### Steinbruch Düstertal

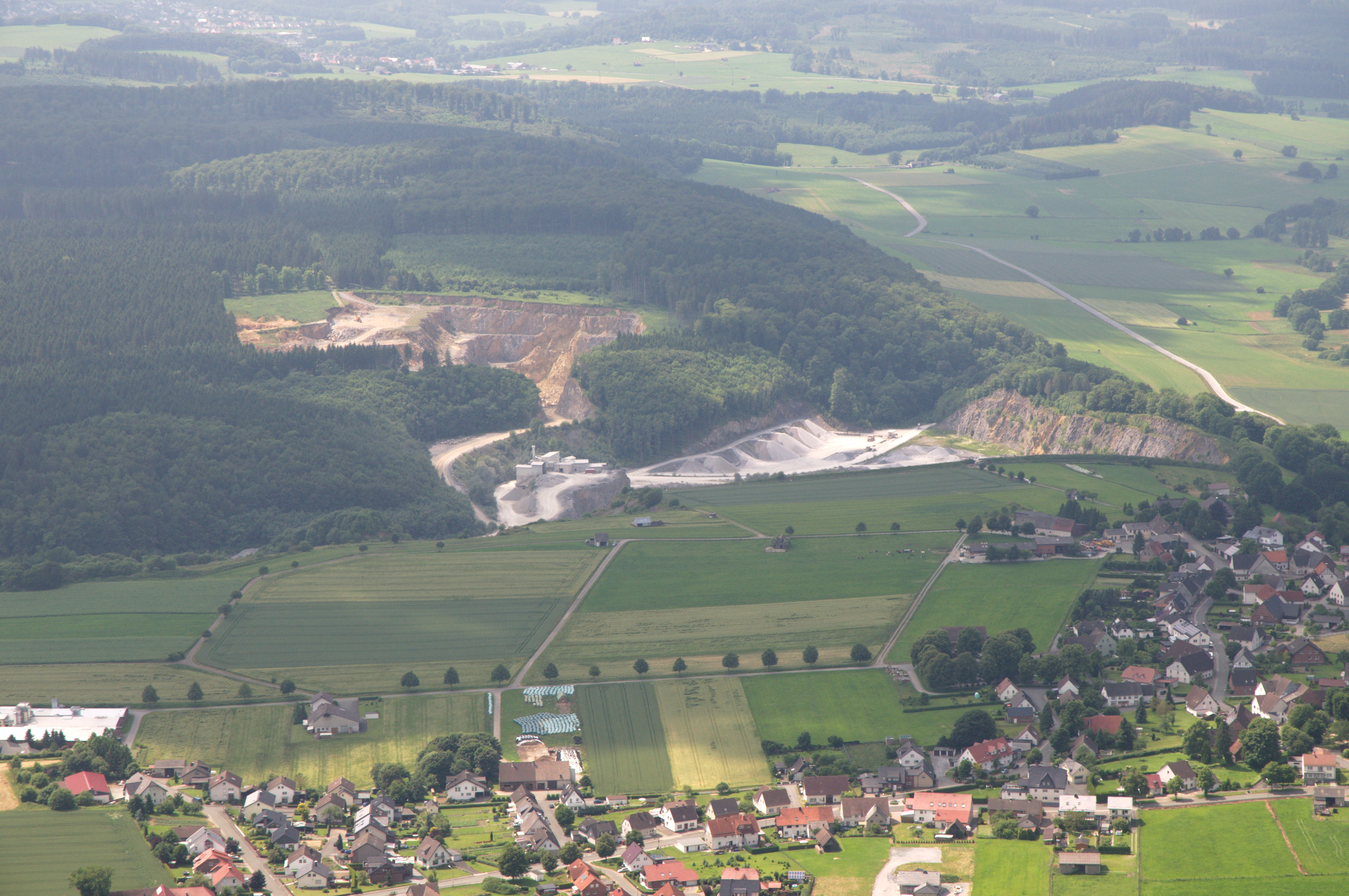
Kalksteinbruch bei Bleiwäsche

Die Briloner Hochfläche ist ein devonisches Karstgebiet. Sie gehört zum Rheinischen Schiefergebirge und ist durch Trockentälern und Dolinen gekennzeichnet. Der Untergrund des Gesteins ist aus Riffcarbonaten bestehender, Briloner Massenkalk. Der Abbau erfolgt im Steinbruch Düstertal, etwa 200 m westlich von Bleiwäsche. Es wird ein sehr reiner Kalkstein abgebaut. Schon sehr früh wurden in diesem Gebiet Bleierze abgebaut, aus diesem Abbau sind einige Stollen und auch ausgedehnte Pingenzüge erhalten. Hauptsächlich findet sich das Bleierz in Karstschlotten. Sie sind mit sehr zähem Letten gefüllt. Im Mittelalter wurden auf der Suche nach solchen Schlotten etliche Schächte ums Dorf abgeteuft. Die Schlotte wurden nicht regelmäßig angefahren, lieferten allerdings bei Erfolg Bleierz in großen Mengen. Das Bleierz wurde zur Weiterverarbeitung  mit Lastwagen zur Grube Meggen gefahren.
Bei den Vortriebsarbeiten des Steinbruches wurde 1987 das Höhlensystem Kreiselhalle-Malachitdom angefahren. Die Entdeckung führte zu dem wohl größten deutschen Forschungsprojekt zu einer Höhle. Bedingt durch Grünfärbungen der Sinter, hervorgerufen durch Kupfererze, erhielt die Höhle den Namen „Malachitdom“. Da die Höhle sehr schnell als schützenswertes Bodendenkmal anerkannt wurde, musste der Betreiber in diesem Bereich den Abbau einstellen. Die Zentralhalle der Höhle ist eine der größten freitragenden Höhlenräume in Nordrhein-Westfalen. In der Höhle sieht man stellenweise Bleierze in Letten. Die Besonderheit ist aber die genannte Färbung der Sinterbildungen. Führungen finden nur selten statt, da der Zugang im Einstiegsbereich beschwerlich über eine Leiter erfolgt.

### Wirtschaft

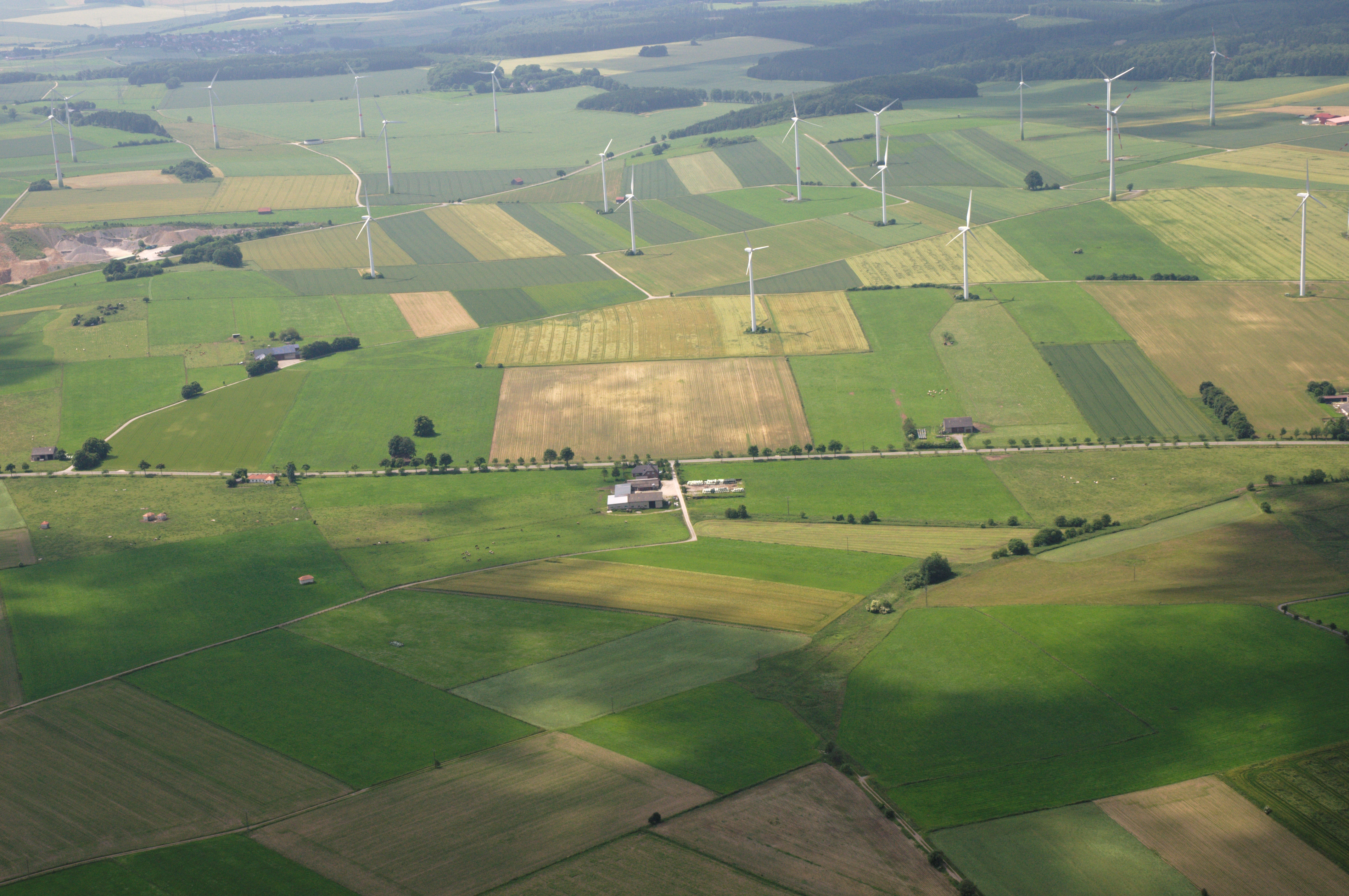
Bürgerwindpark Madfeld-Bleiwäsche

- Die Windfang Windpark Madfeld-Bleiwäsche GmbH & Co. KG betreibt acht Anlagen mit einer Gesamtleistung von 10,2 MW (sechs Tacke 1.5s-1.500 kW und zwei Südwind S46-600 kW).[19]

### Verkehr
Bleiwäsche liegt an der Landesstraße L 956 zwischen Bad Wünnenberg und Madfeld (Stadt Brilon).
Ca. zwei Kilometer südlich von Bleiwäsche befand sich bis 1992 die Masterstation der deutschen DECCA-Kette.

### Vereine
- Heimatschutzverein Bleiwäsche e. V.[20]
- Musikverein Bleiwäsche e. V.[21]
- Chorios Bleiwäsche[22]
- Angelsportverein 1976 e. V. Bleiwäsche[23]
- Sportverein SV Rot-Weiß Bleiwäsche 1927 e. V.[24]